# Plagodis montana
Plagodis montana är en fjärilsart som beskrevs av Inoue 1954. Plagodis montana ingår i släktet Plagodis och familjen mätare. Inga underarter finns listade i Catalogue of Life.